# Pterodon
Pterodon là một chi thực vật có hoa thuộc họ Fabaceae.

## Hình ảnh

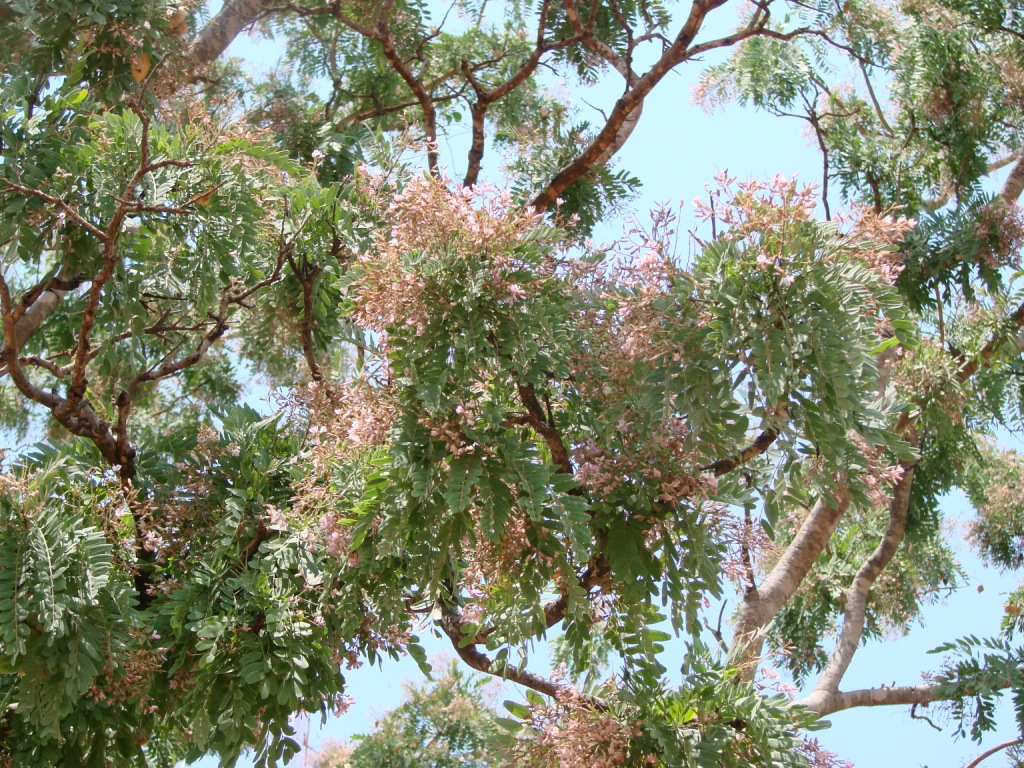
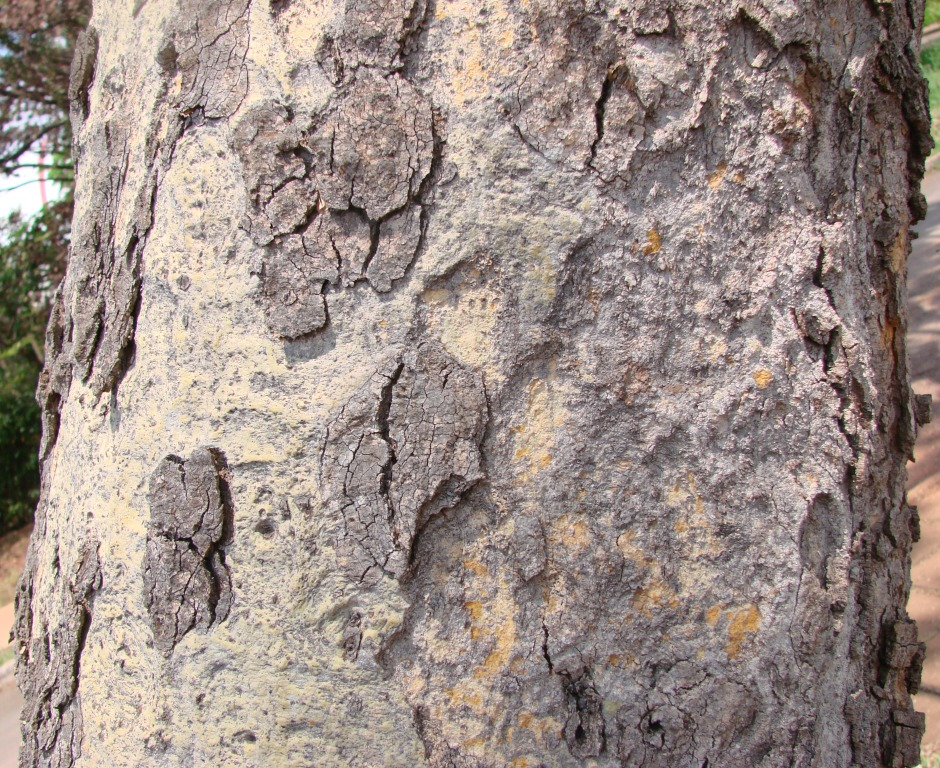
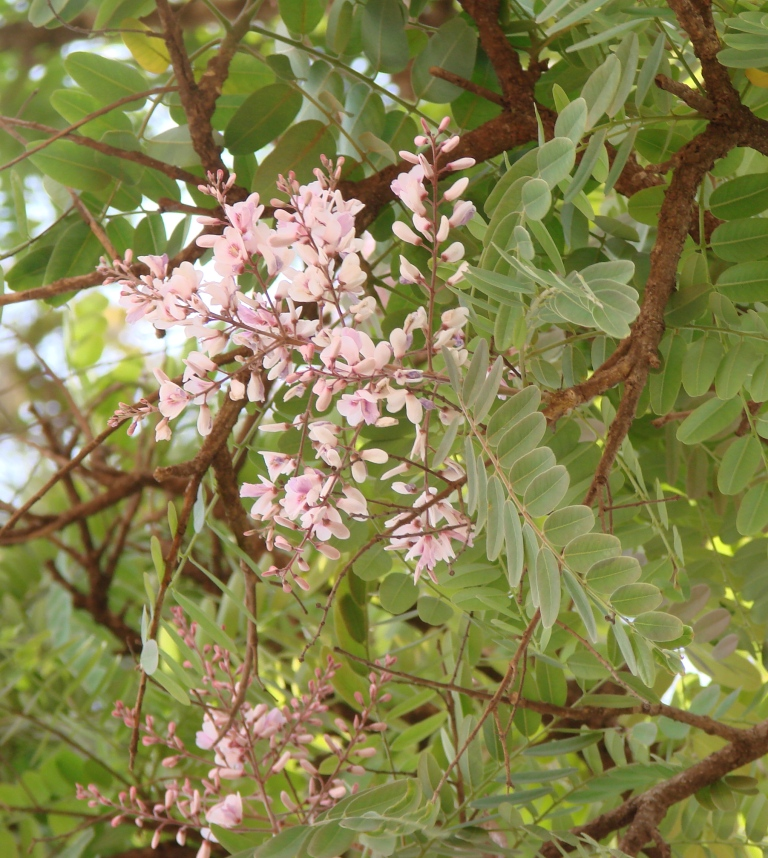
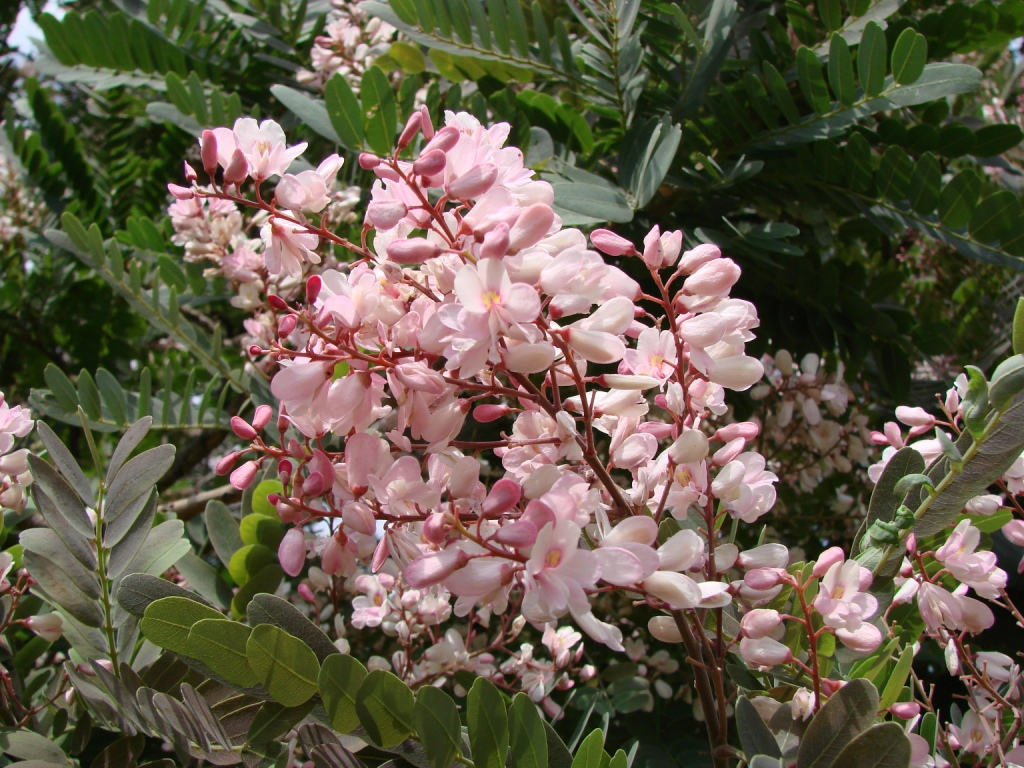